# Lycoreus
Lycoreus es un género de escarabajos.

## Especies
- Lycoreus alluaudi
- Lycoreus bishoffi
- Lycoreus corpulentus
- Lycoreus cyclops
- Lycoreus dux
- Lycoreus goudotii
- Lycoreus madagascariensis
- Lycoreus orbicularis
- Lycoreus regalis
- Lycoreus triocellatus
- Lycoreus vegalis